# Telekids
Telekids is een populair kinderprogramma, dat eerst te zien was op de Nederlandse televisiezender RTL 4 en sinds 2010 op RTL 8.
De eerste uitzending was op 2 oktober 1989 om 18.25 uur, na het nieuws van zes uur. Aanvankelijk presenteerde alleen Irene Moors het programma en werd het iedere dag uitgezonden. Om er nog wat meer kracht onder te zetten, kwam in 1993 Carlo Boszhard erbij, waarna het programma een grote populariteit kende. Telekids werd vanaf dat moment iedere zaterdagochtend rechtstreeks uitgezonden tussen 7 en 12 uur. Later werden alle tekenfilms naar het begin geschoven, waardoor het studioprogramma om 9 uur begon. In de begintijd werd Telekids mede gepresenteerd door Manon Thomas, Marc Postelmans en Caroline Tensen. Deze presentatoren vielen in bij afwezigheid van Moors. Ook werd Telekids in de beginjaren gepresenteerd door Marcel de Nijs en Bart Bosch.  Zij verdwenen snel, aangezien presentatrice Anniko van Santen vanaf 1992 de doordeweekse uitzendingen van Telekids ging presenteren. Nadat de doordeweekse uitzendingen waren geschrapt, presenteerde Van Santen de van Telekids afgeleide programma's de Cartoon Express (1993-1999) en Teleteens. Toen de omroep Veronica zich in 1995 bij RTL voegde ging Teleteens op in NOW TV. Dit programma kwam op zowel zaterdag als zondag en werd gepresenteerd door Danny Rook. Later verhuisden NOW TV en alle tienerseries naar het eigen kanaal van Veronica. In dezelfde periode deed Rook diverse live locatie-items voor Telekids op zaterdagochtend.
Op 30 oktober 2009 maakte RTL Boulevard bekend dat Telekids het populairste RTL-programma ooit was in de 20 jaar dat RTL Nederland bestond.
Tussen 1999 en 2010 is het programma van de buis geweest. Op 19 augustus 2010 werd bekend dat Telekids weer terug op televisie kwam, maar dan bij RTL 8. Sinds 18 oktober 2010 is RTL Telekids elke ochtend bij RTL 8 te zien. Sinds 3 september 2012 heeft Telekids een eigen digitaal kanaal (RTL Telekids), dat via Ziggo en Caiway te ontvangen is.

## Telekids oude stijl
Telekids werd in het eerste seizoen uitgezonden vanuit Luxemburg en ging later over naar de grote studio in Hilversum. In de eerste jaren was het dan ook een programma dat iedere dag werd uitgezonden, waarbij tekenfilms (zoals Transformers, Batman, De Wasbeertjes, De Kleine Tovenaartjes, Happy Days, Mijn andere ik en Maple Town) en livepresentatie elkaar afwisselden. Uitzendingen tijdens de week waren niet rechtstreeks, maar in het weekend opgenomen. In april 1992 werd dan ook al de 1000e uitzending van het programma uitgezonden, waarbij Boszhard een van zijn eerste optredens in het programma had. In het voorjaar van 1993 keerde Boszhard wederom terug, omdat hij Moors verving.
Vanaf het televisieseizoen 1993-1994 ging Telekids over op de formule waar het programma het bekendst mee geworden is: iedere zaterdagochtend tussen 7 en 12 werden tekenfilms afgewisseld met de livepresentatie van Boszhard en Moors. Onderdelen daarbij waren onder andere Giegel en Goochel, de Mega Blubber Power Race, Wij zijn beter, Spot Light, Meidengeheimen en Carlo's Crisis. De uitzendingen door de week, inmiddels gepresenteerd door Van Santen kwamen te vervallen. De zondagochtend werd gevuld met veel tekenfilms in de Cartoon Express, gepresenteerd door Van Santen. Rond 11 uur ging het programma over in Teleteens waarin films en series voor tieners te zien waren. Van Santen presenteerde dit programma (dat gelijk was aan de opzet van de Cartoon Express) ook. Een tijdje was er ook het Dino uur op zondagochtend. Hierin zaten tekenfilms en series over dinosaurussen. Dit uur werd eveneens gepresenteerd door van Santen.
Vanaf september 1996 werden de tekenfilms voornamelijk in een blok tot 9 uur 's ochtends geplaatst, waarna de presentatie begon en nog maar een- à tweemaal onderbroken werd door tekenfilms of series. Er kwamen steeds meer onderdelen bij: Giegel en Goochel kregen bijvoorbeeld een eigen quiz Quizline en de Mega Blubber Power Race werd de Movie Race en verder kwamen er onderdelen bij als De Vliegende Ouwe Taart, Mevr. Zuurtje en Mevr. Pruimpje en Pittige Tijden. Dit laatste is een parodie op Goede tijden, slechte tijden, gespeeld door de twee presentatoren en met altijd een gast (een bekende Nederlander, in het programma De Vraag Maar Raak Gast genoemd). Pittige Tijden zorgde ervoor dat het publiek dat naar Telekids keek veel breder werd, het onderdeel was voornamelijk onder studenten populair.
Toen Boszhard en Moors net samen het programma presenteerden werd gedaan alsof zij elkaars geliefden waren. Telekids-liedjes zinspeelden dan ook op hun relatie. Op 31 december 1994 was zelfs een aflevering te zien waarin gespeeld werd dat zij met elkaar in het huwelijk traden. Naarmate de seizoenen vorderden wist het publiek grotendeels dat Boszhard homoseksueel is en bleek uiteindelijk dat Moors zwanger was van haar daadwerkelijke vriend. De liefdesrelatie van het duo verdween dan ook langzaam naar de achtergrond en veranderde in een gewone vriendschap.
Onder de Telekids-vlag zijn ook een aantal cd's uitgebracht. Het duo Carlo & Irene heeft met een heruitgave van de Telekids-cd uit 1995 (met de hitsingle Pittige Tijden) in 1997 een gouden plaat gekregen. Ook de eerdere cd's uit de solotijd van Irene werden bekroond; de cd 'Irene Moors en de Telekids' uit 1992 kreeg een gouden plaat voor 65.000 verkochte exemplaren.

## Speciale uitzendingen

### Mega-Telekids
Naast de reguliere uitzendingen waren er ook met regelmaat speciale uitzendingen, bijvoorbeeld vanaf een locatie (meestal met kerst of in de zomer) of extra lange uitzendingen met het goede doel het Wereld Natuur Fonds centraal. De eerste extra lange Telekids heette de Telekids Megadag en werd uitgezonden bij het 5-jarig bestaan van het programma, waarbij tevens geprobeerd werd het Guinness-record te halen als langste uitzending van een kinderprogramma ter wereld. Op 9 september 1995 werd de actie herhaald onder de naam Mega-Telekids. Ook het afscheidsprogramma was een extra lange aflevering.

### Sinterklaas

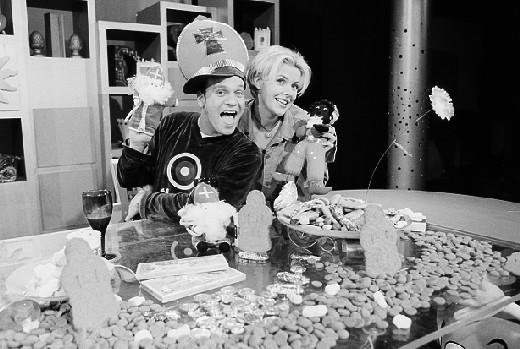
Carlo & Irene in een Sinterklaasuitzending

Telekids deed veel rond het thema Sinterklaas. Naast de Sinterklaasbezoeken aan de Telekids-studio was er de speciale Sinterklaasminifilm Pepernoten voor Sinterklaas (1995), maar ook een televisieserie getiteld Pittige Pepernoten (1997). Ook werd tijdens Telekids in 1999 de allereerste editie van theatershow Het Feest van Sinterklaas uitgezonden. Deze werd toen gepresenteerd door Paul de Leeuw.

### Pittig Popconcert
Het Pittig Popconcert was het, naar eigen zeggen, 'allereerste popconcert ter wereld voor kinderen'. Deze concerten met bekende artiesten werden gepresenteerd door het Telekids-duo. De eerste editie vond plaats in de Jaarbeurs in Utrecht in december 1997, in 1999 en 2000 werden nog twee edities gegeven in Ahoy Rotterdam. Ook eigen liedjes van Carlo en Irene werden daar ten gehore gebracht.

### Telekids: 20 Jaar RTL
Op 3 oktober 2009 was er een eenmalige uitzending van Telekids ter ere van 20 jaar RTL. Dit was deels een compilatie-uitzending van 10 jaar Telekids uit 1999, aangevuld met beelden die in 10 jaar Telekids niet te zien waren, waaronder een compilatie van Pittige Tijden. Op 1 november 2014, tijdens het 25-jarig bestaan van de zender, zond RTL 4 deze special opnieuw uit.
Ook de films werden tijdens 20 jaar RTL voor het eerst weer vertoond, en worden sindsdien met regelmaat herhaald op de zenders van RTL.

### Afscheid
Op 2 oktober 1999 namen Boszhard en Moors met een extra lang jubileumprogramma van 8 uur afscheid van het succesvolle Telekids, op de dag waarop het programma precies 10 jaar bestond. Het programma had zijn hoogtepunt bereikt, waardoor veel mensen niet begrepen dat het stopte. Hierdoor is Telekids echter wel bekend gebleven als een van de populairste kinderprogramma's van de jaren 90.
Er waren diverse optredens in de laatste uitzending. Daarnaast konden liefhebbers ook diverse attributen uit 10 jaar Telekids aanschaffen middels een veiling. Het geld dat de veiling opbracht, had een serieus doel: het eindbedrag werd in zijn geheel overgedragen aan de stichting Nationaal Fonds Kinderhulp, waar Moors op dat moment ambassadrice van was.

## Telekids tussen eind 1999 en 2001

### Overname door Meneer Kaktus
Van 9 oktober 1999 tot februari 2000 werd Telekids gepresenteerd door de presentatoren van de voormalige De Grote Meneer Kaktus Show:
- Peter Jan Rens (Meneer Kaktus)
- Annemieke Hoogendijk (Mevrouw Stemband)
- Hans van der Laarse (Kweetniet).

Het programma speelde zich dientengevolge af in dezelfde "boksring" als de originele versie van De Grote Meneer Kaktus Show.
Hoewel het jeugdblok op de zaterdagochtend nog steeds dezelfde naam droeg als de afgelopen tien jaar, was het feitelijk een geheel ander programma. De opzet met twee tegen elkaar strijdende schoolklassen verdween om plaats te maken voor één schoolklas die meedeed aan allerlei kleine spelletjes. Een groot deel van het programma bestond uit het doen van typetjes als Kikker in je Bil, Claude & Claude en bejaarde Kaktus Show-personages in Oud, vet en lelijk. Ook was er plaats voor muziek, onder de naam Skaktus Muziek.
Wegens tegenvallende kijkcijfers en een nieuwe beleidsrichting van RTL werd Telekids 'nieuwe stijl' na 12 afleveringen alweer van de buis gehaald.

### Telekids Cartoons, Yorkiddin' en herhalingen
Van februari 2000 tot medio 2001 werden onder de naam Telekids Cartoons diverse series en tekenfilms op RTL 4 uitgezonden.
In het najaar van 2001, toen Veronica haar naam veranderde in het kanaal "Yorin", werden programma's voor de jeugd daar ondergebracht onder de naam Yorkiddin'. Oorspronkelijk werd dit blok tussendoor gepresenteerd door Cindy Pielstroom, die vanuit een eigen decor tekenfilms en jeugdseries aankondigde, en van hieruit later grotere jeugdprogramma's met spelonderdelen, publiek en gesprekken ging doen. Rond deze tijd werden er ook van Telekids met Carlo en Irene enkele programma's herhaald, zoals drie van de vier films, de derde editie van Het Pittig Popconcert en de Sinterklaasuitzending 'Lang Leve Sinterklaas'. De bedoeling was om later ook reguliere Telekids-uitzendingen te herhalen, maar dit was door de gedateerdheid van deze liveprogramma's niet langer mogelijk.
Het kinderblok veranderde in zijn korte bestaan een aantal keer van opzet. Zo verdwenen de presentatoren Cindy Pielstroom en Tim Immers vrij snel, en werden zij van presentatiediensten tussen de programma's door naar hun eigen programma, @Cindy's en @Lunch verhuisd. Ook qua tekenfilms en jeugdseries was het en komen en gaan. Toen Cartoon Network in 2003 in grote delen van het land van de kabel verdween, nam YorKiddin' deze programma's over. Later heette het kinderblok 's middags tijdelijk Toonami. De kijkcijfers bleven achter bij de verwachtingen en uiteindelijk verdween Yorkiddin volledig van de buis. Na Yorkiddin' richtten de RTL-zenders zich voor langere tijd niet meer specifiek op de jongere doelgroep. Er werden nog wel (jeugd)programma's uitgezonden, maar deze waren wat dat betreft meer geschikt voor het hele gezin dan volledig gericht op kinderen of tieners.

## Telekids vanaf 2010
Op 19 augustus 2010 gaf RTL aan dat de naam  Telekids gebruikt zou gaan worden voor een nieuw jeugdblok op RTL 8.
Oorspronkelijk zou men van start gaan op 4 oktober 2010. Drie dagen eerder vond er echter op de A59 een aanrijding plaats waarbij een vrouw en drie kinderen omkwamen die op weg waren naar de Efteling, waar opnamen zouden plaatsvinden voor het programma De Schatkamer, dat onderdeel is van Telekids. Daarom werd de start van Telekids uit respect voor de slachtoffers twee weken uitgesteld tot 18 oktober 2010.
Keet! is het gezicht en de stem van ' Telekids.
Sinds 26 september 2011 duurt Telekids langer en wordt het ook in de middag uitgezonden (elke maandag t/m vrijdag van 06.30 tot 17.00 uur en in het weekend van 06.30 tot 17.00 uur). Sinds 3 september 2013 is er ook een digitaal kanaal genaamd, Telekids 24/7. Op dit kanaal zijn 24 uur per dag kinderprogramma's te zien.
Op 28 en 29 Juni 2024 traden Carlo, Irene weer op met Telekids. Op de Foute Party 2024 van Qmusic kwam het iconische Telekids duo eenmalig weer samen. Ze treden o.a. op met de bekende Telekids liedjes.

### Programma's
Programma's die bij  Telekids op RTL 8 en op het digitale kanaal Telekids 24/7 worden en werden uitgezonden, zijn:
| - 123 Penguins - 2 Kleine kleutertjes - Airport: Winky's avonturen - Annedroids - Bassie & Adriaan: De Plaaggeest - Bassie en Adriaan en het geheim van de sleutel - Bassie en Adriaan en de diamant - Bassie en Adriaan en de huilende professor - Bassie en Adriaan en het geheim van de schatkaart - Bassie en Adriaan en de verdwenen kroon - Bassie en Adriaan en de verzonken stad - Bassie en Adriaan op reis door Europa - Bassie en Adriaan op reis door Amerika - Beschermers van Berk - Bibaboerderij - Bibi en Tina - Bobo - Bollo, Bries en bondgenoten - Bolts & Blip - Boom en reds - Brandweerman Sam - Bumba: Bravo Babilu - Burgers zoo en waarom - BVK Club - BW TV - Chuck and Friends - Chuggington - Chuggington medaille race | - Chloe's Toverkast - De Avonturen van Bollo - De avonturen van K3 - De Club van Sinterklaas & de speelgoeddief - De Club van Sinterklaas - Paniek in de Confettifabriek - De Club van Sinterklaas - De grote onbekende - De Club van Sinterklaas - De Jacht op het kasteel - De Club van Sinterklaas - Pietennieuws Live - De Club van Sinterklaas Dansschool - De Daltons (van Lucky Luke) - De Nationale opblijfavond (op Oudejaarsavond) - De Wielen van de bus - Dennis de Bengel - Dinonieuws - Dive Olly Dive - Doedel - Dinotrux - Efteling TV: De Schatkamer - Efteling TV: Tita Toverfeest - Efteling TV: Het mysterie van... - Elias - Ep de pret show - Ernst, Bobbie en de rest - De Fabeltjeskrant - Fien en Teun - Flin en Flo - Florrie's Draakjes - De Freggels | - Gadget and the Gadgetinis - Galaxy Park - Garfield - Ghost rockers - Green Kids - Gonnie & Gijsje - Grobbebollen maken lol - Hallo K3! - Hoe Maak Je Dat? - Hooi Hooi met Boer en Bloem - Hooi Hooi Helden - Hou 't Schoon - Hello Kitty and Friends - HiHaHolland - Jabaloe - Jack de aap - Jacob Dubbel - Jokie - Juf Roos - Jul en Julia - De Jungleclub - Kattenoog - Keet & Koen en de Speurtocht naar Bassie & Adriaan - Keets Vlog - Koala Broertjes - Koning Julien - K3 Kan Het! - Lalaloopsy | - Leer het verkeer met Bassie en Adriaan - Lego City - Lego Friends - Leren & Lachen met Bassie & Adriaan - Little People - Littlest Pet Shop - Lolly Lolbroek - Marjolein en het geheim van het slaapzand - Minuscule - Mojicons - Monskey - Mr. Bean (animatieserie) - Musti - My Little Pony - Mijn Ridder en Ik - Miss Moon - Nananjira en de Kadekapers - Oggy en de kakkerlakken - Oma Ketjets - Piet Piraat - Pipa Panda - Pipo de Clown, De nieuwe avonturen van - Plop En De Peppers - Plop Vertelt - Post voor Sint - Prinsessia - Raak - Resque Bots | - Ricky Sprocket - Robocar Poli - Robin Hood - Rox - Samson en Gert - Spetter - Sid De Slimmerik - Sportlets - Sprookjesboom - Sprookjesboom feest - Sprookjesboom Zing en dans mee - Sprookjes - Sprookjes van Klaas Vaak - Story Zoo - Strawberry Shortcake - Super 4 - Tashi - Team Hot Weels - Theaterkids - Thomas de stoomlocomotief - TiTa Tovenaar - Totally Fit Kidz - Tree Fu Tom - Troetelbeertjes - Turbo FAST - Vipo - Wat is je wens? - Wie o Wie Zingt Do-Re-Mi | - Wizzy en Woppy - Wolleke - Wissper - Wonderschool - W.S.V. De Optimist - Yoohoo & Friends - Zigby - Zig en Zag |

## Rondom Telekids Oude Stijl

### Terminologie
Boszhard en Moors hadden veel benamingen en vaste uitdrukkingen die tot dan toe niet erg bekend waren onder jongeren.
- Blamage: blunder
- Bonbonnière: achterwerk
- Derrière: achterwerk
- Fiezelevozelen: knuffelen
- Giecheltje: mond
- Smuigeltje: gezicht of mond
- Lyrisch: heel erg blij, hysterisch
- Maquillage: make-up
- Pittig: leuk

### Films
- 1995 Pepernoten voor Sinterklaas
- 1996 Het Geheim van de Zonnesteen
- 1997 De Parel van de Woestijn
- 1998 De Vloek van Griebelstein
- 1999 Het Monster van Toth

De laatste vier films werden nadat Carlo en Irene gestopt waren met Telekids in 2002 (Yorkiddin'), 2009 (RTL 4) en 2012 (RTL 4) herhaald. Vanaf 2016 worden de films regelmatig herhaald op het digitale kanaal Telekids 24/7.

### Cd's en mc's
- 1990 Telehits
- 1991 Telehits deel 2
- 1991 Telehits deel 3
- 1992 Telehits deel 4
- 1995 Telekids: Pittig CD'tje hè
- 1997 Telekids: Pittig CD'tje hè inclusief Pittige Tijden-house
- 1997 Pittige Tijden met Carlo en Irene
- 1999 Het beste uit 10 jaar Telekids
- 1999 Het beste uit 10 jaar Telekids inclusief bonus-cd Monster van Toth

### Video's
- 1997 Pittige Tijden deel 1
- 1997 Pittige Tijden deel 2
- 1999 Het Beste uit 10 jaar Telekids
- 1999 Pittige Tijden De Ultieme Collectie
- 1999 Het Monster Van Toth

### Dvd's
- 2007 Pittige Tijden deel 1
- 2007 Pittige Tijden deel 2
- 2007 Pittige Tijden deel 3
- 2007 Pittige Tijden deel 4
- 2008 Pittige Tijden de ultieme collectie

## Programmaonderdelen en -rubrieken
Een opsomming van de vele onderdelen waaruit Telekids tussen 1993 en 1999 heeft bestaan. Vaak wisselde van het ene seizoen naar het andere een bepaald onderdeel een volgende weer op.
- Carlo's Crisis (1993-1995)

Boszhard lost op humoristische wijze op locatie de problemen van kinderen op.
- Clipklapper (1995-1997)

De kijker kreeg de mogelijkheid om voor een clip te stemmen, die voor het eindspel in zijn volledigheid werd uitgezonden.
- De Doordraaishow (1998-1999)

Spelonderdeel met Giechel en Goochel die Hoger/Lager spelen met kandidaten. In de eerste helft van dit seizoen werd dit met kinderen van de tribunes gedaan, daarna werd het (net als Quizline) een belspel met drie kinderen die thuis naar Telekids keken. Dit onderdeel keerde terug in de programma's Life & Cooking, Life4You en Koffietijd.
- De Dreigdouche (1994-1996)

Een spelelement van de Mega Blubber Power Race waarbij gekozen moest worden voor de juiste douchecabine. In de ene bevond zich een emmer met confetti, in de andere met derrie. Van het spel bestaan twee versies: in de eerste twee seizoenen was het een onderdeel van de Mega Blubber Power Race en waren er drie douchecabines: het team dat de douchecabine met confetti koos, kreeg 2000 punten. In het laatste seizoen dat de Mega Blubber Power Race gespeeld werd veranderde de opzet en werd de Dreigdouche de voorronde: het team dat de blurrie over zich heen kreeg moest beginnen met de Mega Blubber Power Race. Dit spel werd een korte periode gespeeld in het programma Life4you, waarbij prijzen worden gewonnen door degene die onder de douche met smurrie staat.
- Fröbele Fransen (1998-1999)

Knutsel-item, in zekere zin een spirituele opvolger van Irene's Problemenfeest wanneer daar weer flink geknutseld werd. Hier werden niet zozeer problemen opgelost, maar wel de meest uiteenlopende zaken bij elkaar gefröbeld.
- Giechel en Goochel (1994-1999)

Komisch onderdeel waarin de goochelaars Giechel en Goochel hun zoveelste komische (en vaak mislukte) goocheltruc uithalen. De twee maakten later deel uit van de onderdelen Quizline en De Doordraaishow.
- Gadgets: Wat Is Dat Nou? / Hebbes / De Kluis / Ditjes & Datjes (1993-1998)

Het gadgets-onderdeel van Telekids. Wat Is Dat Nou? (1993-1994) werd later opgevolgd door Hebbes (1994-1996), De kluis (1996-1997), Ditjes & Datjes (1997-1998) en Mevrouw Zuurtje & Mevrouw Pruimpje (1998-1999). Onderdeel waarbij Boszhard en Moors op hilarische en vaak onhandige wijze nieuwigheden en gadgets uitprobeerden. De rubriek werd later voortgezet in Life & Cooking en Life4You.
- Hier Bij Ons (1994-1995)

Voordat er "Nog 3, 2, 1..." was, werd hiermee de aflevering afgesloten. Het nummer werd voor het eerst ten gehore gebracht aan het slot van de laatste aflevering van seizoen 1993-1994.
- Irene's Problemenfeest (1996-1999)

Onderdeel waarin Moors, samen met Boszhard een 'probleem' behandelde en een aantal oplossingen gaf. Voorbeelden van problemen zijn 'ik heb een grote neus' en 'hoe krijg ik verkering'.
- Irene Reports (1993-1995)

Moors ging in regenjas gehuld op locatie zoeken naar bijzonder nieuws of reportages.
- Ken Je Kanjer (1994-1996)

De eerste liefdesquiz van Telekids. De meisjes kregen vragen opgelegd die zij moesten beantwoorden, aan de jongens was het daarna de taak te raden welk antwoord hun 'kanjers' hadden gegeven. Het setje met de meeste vragen goed kreeg de Telekids-kettinkjes.
- Koken met Carlo (1993-1995)

Onderdeel waarin Boszhard een ontbijtje maakte. In het begin maakte hij dit altijd voor Moors om indruk op haar te maken, maar het ontbijtje (en dus het plannetje van Boszhard) mislukte altijd. Later werd het wat serieuzer, waarbij er een recept werd gevolgd en kinderen thuis dit ook konden maken.
- Kom Maar Binnen (1993-1996)

Voor er Ochtendgymnastiek was, begonnen de eerste seizoenen met een studio zonder klassen. Deze werden onthaald met het nummer Kom maar binnen.
- Liefdestuin (1998-1999)

Liefdesquiz van het laatste seizoen, waarin een jongen of meisje uit het ene vak op zoek ging naar een liefde in het andere vak.
- De Lipstickshow (1996-1998)

Spel waarbij een stel van het gele en een stel van het blauwe team tegen elkaar streden. Ze kregen vragen, en bij een goed antwoord kreeg de jongen een zoen op de wang van zijn vriendin. Degene met de meeste lipstick-kusjes was de winnaar.
- Mega Blubber Power Race (1993-1996, in 2015 als zelfstandig programma)

Beide aanwezige klassen hadden een team van twee personen. Deze twee teams streden om de overwinning in de race. De race is vaak aangepast of veranderd. De race dankt zijn naam aan het finalespel in het eerste seizoen, waarbij de teams door een blubberbak moesten. Vanaf het tweede seizoen moesten in het finalespel afwasborstels worden gezocht in een bak met zeepsop. Van de race bestaan twee versies. In de eerste versie (1993-1995) werd er door de twee teams gelijktijdig gestreden om punten, die ze konden verdienen met spellen als "Prison 2000" en "De Grot der 1000 schatten". In de tweede versie (1995-1996) werd voortaan apart van elkaar gestreden, waarbij het er toen om ging welk team de beste tijd neerzette. Via een computer konden de teams zien welk spel ze moesten spelen; ook konden ze hier een joker inzetten om het eerstvolgende spel over te slaan. Spellen waar de twee teams gelijktijdig moesten strijden verdwenen. Op 11 september 1999 werd er nog eenmaal de Mega Blubber Power Race gespeeld, in een speciale editie van Superfan.
Dit onderdeel wordt in 2015 als zelfstandig televisieprogramma uitgezonden op RTL 8, met als presentator Patrick Martens. Het wordt niet uitgezonden vanuit een studio, maar vanaf verschillende locaties. Een van de bekendste spellen uit dit onderdeel was "Harry de Hengst", waarbij de teams 30 seconden op een wilde "hengst" moesten blijven zitten. Het gelijknamige liedje dat hierbij werd gedraaid, werd gezongen door Waylon.
- Meidengeheimen (1994-1996)

In Meidengeheimen waren jongens verboden. In de vroegere versie besprak Moors problemen van meiden. Boszhard mocht hier niet bij zijn, maar probeerde altijd af te luisteren. In de vernieuwde versie ging Moors naar een school waar ze een klas opzocht en het probleem van een briefschrijfster probeerde op te lossen en waarbij ze alle jongens naar buiten stuurde. De weggestuurde jongens proberen constant de meiden af te luisteren.
- Mevrouw Zuurtje en Mevrouw Pruimpje (1998-1999)

De dagelijkse taferelen van de twee oude dametjes Mevrouw Zuurtje en Mevrouw Pruimpje in het bejaardentehuis Rustevreugde. Dit was een samenvoeging van de onderdelen 'Ditjes en Datjes' en 'Spotlight'.
- Moppenfloppers (1996-1997)

Tijdens het succes van het programma Moppentoppers, kwam Telekids met de parodie, waarbij elke week een gepersifleerde Ron Brandsteder (en na enkele maanden zijn vrouw Yvon) uit bed gebeld werd. Het was hier de bedoeling dat briefschrijvers de flauwste of slechtste grap van de week instuurden.
- Movie Race (1996-1998)

De opvolger van de Mega Blubber Power Race. In de Movie Race streden wederom twee teams van elk twee personen tegen elkaar om de overwinning. Er werden vragen gesteld aan de teams en daardoor werden er filmblikken geopend waarin opdrachten stonden. Deze opdrachten hadden stuk voor stuk te maken met de filmindustrie. Zo moesten de kandidaten bijvoorbeeld Jaws zo lang mogelijk proberen te ontwijken, de stormbaan doen waarbij ze zich moesten verkleden als Aladdin en Jasmine. Ook van de Movie Race waren twee versies. In het eerste seizoen werd er om de beste tijd gestreden door de teams; het team dat als eerste moest beginnen werd aangewezen bij De Vliegende Ouwe Taart, wat de nieuwe voorronde was van de race. In het tweede seizoen werd er weer gelijktijdig gestreden door de teams en konden ze Oscars verdienen: wie de meeste Oscars had won de race. Gelijk na de prijsuitreiking werd het '3 Minutenlied' gestart.
- Nog 3, 2, 1... (1995-1999)

Het eindliedje waarmee Boszhard en Moors sinds de midden jaren 90 het programma afsluiten.
- Ochtendgymnastiek (1996-1999)

Het beginliedje waarmee Carlo en Irene het programma openden sinds 1996. Het lied is een cover van de songfestival-inzending van het Verenigd Koninkrijk uit 1996, Ooh, Aah, Just a little Bit van Gina G.
- Pittige Tijden (1996-1999)

Een komische parodie op de soapserie Goede tijden, slechte tijden, waar ook veel actuele nieuwsfeiten in werden verwerkt. Ook is het gebaseerd op de gelijkmatige serie Matige Tijden uit het AVRO-jongerenprogramma Pauze TV, waar Boszhard ook aan meewerkte. De Vraag Maar Raak-Gast speelde mee in elke aflevering.
- Quizline (1996-1998)

Belspelletje met twee edities, beiden gepresenteerd door de alterego's van Boszhard en Moors, Giechel en Goochel. In de eerste versie (1996-1997) was het een belspelletje rondom drie kastjes met daarachter drie prijzen: iets groots, iets kleins of een mispoes-prijs. Het spel was enigszins afgekeken van Willem Ruis, maar zonder het driedeurenprobleem. Later deden Giechel & Goochel onder dezelfde naam (1997-1998) het spel Hoger/Lager. Een bellende kijker moest zeggen of de volgende kaart hoger of lager is dan degene die te zien is. Er werd altijd veel gelachen en meestal won de beller dankzij hints van Giechel en/of Goochel.
- Spotlight (1995-1998)

De allerlaatste roddels uit showbizzland. Het was een parodie op het programma Showtime met Paulien Huizinga en Albert Verlinde. De filmpjes bestonden uit echte nieuwsitems uit showbizzprogramma's, alleen hadden Boszhard en Moors de stemmen en geluidseffecten bewerkt.
- Superfan (1998-1999)

In het laatste seizoen werd de Movie Race vervangen door Superfan. De vragen gingen over de geschiedenis van Telekids en de spelletjes waren kleiner van schaal dan bij de Mega Blubber Power Race en de Movie Race.
- De Vliegende Ouwe Taart (1996-1999)

Strijd/quiz tussen twee teams. Welk team een antwoord goed had mocht een taart naar het andere team gooien. Maar als een team een vraag fout had mocht het andere team het proberen. In het eerste seizoen was dit onderdeel de voorronde van de Movie Race, het team dat het spel verloor moest beginnen met de race. Toen de Movie Race van opzet veranderde veranderde dit onderdeel in een losstaande quiz.
- Vraag Maar Raak-Gast (1990-1999)

Elke week was er een bekende Nederlander, of soms een internationale ster (Boyzone, Darlene Conley), te gast bij Telekids. De twee klassen konden in een bepaalde tijd allerlei vragen aan deze gast stellen. De gast deed ook mee aan Pittige Tijden, in eerdere seizoenen deed de gast mee aan een spel of schilderde.
- Vraag Maar Raak-Mysterie / Wie zit er in kleedkamer 2? (1996-1999)

Spel waarbij met behulp van aanwijzingen moest worden geraden wie de Vraag Maar Raak Gast zou worden. De eerste seizoenen kon je je antwoord doorbellen naar de redactie, om zo kans te maken op een plaatsje in Quizline.
- Wachtwoord (1993-1994)

In het eerste seizoen van de Mega Blubber Power Race werden de gladiatoren gekozen door middel van het wachtwoord. Dit woord werd telkens gegeven aan het einde van Telekids, waarop Boszhard doordeweeks met een camera scholen bezocht en kinderen het wachtwoord konden noemen. Hadden ze dit goed, dan waren zij de gladiatoren van de Mega Blubber Power Race van die zaterdag.
- Wij Zijn Beter (1995-1999)

Een quiz tussen twee groepen: de jongens en de meiden van de klas van de dag. De ultieme strijd. Wie zijn beter? Het onderdeel is voor het eerst te zien in het seizoen 1995-1996. Twee seizoenen zijn gewonnen door de meiden en twee door de jongens, waarna op de laatste aflevering een ronde wordt gespeeld om een winnaar te krijgen, maar als ook daar Boszhard (Voor de jongens) en Moors (Voor de meiden) op een gelijkspel eindigen met het hindernis-parcours, is en BLIJFT de uitslag: Jongens zijn even goed als Meisjes.
- Zoek 't Setje (1995-1996)

Telefoonspel waarbij een figuurtje in een videospel door een doolhof moet worden geleid om foto's van Boszhard en Moors te vinden.

### Series bij Telekids tot 2001
| - A Pup Named Scooby-Doo - Adventures of Sonic the Hedgehog - Alvin and the Chimpmunks - Animaniacs - Are You Afraid of the Dark? - Batman - Back to the Future - Beestenbos is boos - BeetleBorgs - Billy de Cat - Biker Mice from Mars - Bionic Six - Black beauty - Blossom - Bouli - De Bluffers - De Bremer stadsmuzikanten - Cadichon - Calimero - Captain N: The Game Master - Captain Planet - C.O.P.S. | - Dexter's Laboratory (Alleen in het Engels, 1998-2000) - Dinosaurs - Dino Riders - Defenders of the Earth - Doug - Dragonbal Z - EEK! The Cat - Eerie Indiana - De familie Sanders is anders - The Flintstones - Free Willy - Ghostbusters - G.I. Joe - The Real Ghostbusters - De Grote Meneer Kaktus Show (12x vanaf 1999) - Happy days - Heatcliff - De Hulk - Inspector Gadget - James Bond Junior - Johan en Pierewiet - Goosebumps (Kippenvel) - Kuifje | - De Kleine tovenaartjes - 3 Kleine spookjes - He-Man - De kleine zeemeermin - De Legende van Prins Valiant - Land of the Lost - Little Bits (Belfy en Lillybit) - Lucky Luke - Maple Town - Masked Rider - Mijn Andere ik (Secret Identity) - Mighty Morphin Power Rangers - The Monkees - My Little Pony - My two dads - The Oddysee - Pim de Pinguïn - Pittige pepernoten - Pinky and the Brain - Pinokkio - Peter Pan - The Powerpuff Girls (Alleen in het Engels, 1999-2000) - ReBoot | - Ren & Stimpy - Roger Ramjet - Samurai Pizza Cats - De Smurfen - Scooby Doo - Master detective - De Scooby en Scrappy Doo show - The Secret world of Alex Mack - De Snorkels - Suske & Wiske - Spellbinder - Spiderman - Spiderwoman - Saved by the Bell - So weird - Sweet valley high - Teenage Mutant Ninja Turtles - Thomas de stoomlocomotief (2000, enkel herhalingen, later vanaf 2015 weer te zien bij RTL Telekids) - Tiny Toon Adventures - De Tom en Jerry Kids - De Tom en Jerry show - The Super Mario Bros. Super Show! - The Tribe - Topcat - Transformers | - VR Troopers - Waterspin Wonderspin - De Wasbeertjes - Willy de mus - De Wind in de wilgen - Yogi Bear - Young Indiana Jones |

## Trivia
- Op zaterdag 2 oktober 1993 werd Telekids éénmalig uitgezonden op RTL 5, dat op dezelfde dag zou lanceren. De special kwam aansluitend na de uitzending op RTL 4 en tijdens de uitzending werd de nieuwe zender gepresenteerd en konden kinderen een nieuwe slogan voor RTL 5 doorgeven[6].
- Via kabelexploitant Combivisie was in de vroege jaren negentig op twee verschillende kanalen Telekids te ontvangen. Het ene kanaal liet het bedoelde programma zien, terwijl op het ander tijdens de ingestarte tekenfilms de studio zichtbaar bleef. De technische achtergrond hiervan is onduidelijk.
- In het eerste seizoen werd er regelmatig aan het begin van Telekids een langere jeugdfilm uitgezonden. Een keer werd hier per ongeluk geen jeugdfilm, maar een licht-erotische film aangekondigd en ingestart: Het brandt, mijn liefje (The Firemen's Ball). De fout werd snel ontdekt, maar door slecht contact met de eindregie in Luxemburg werd de film pas na bijna een uur afgebroken.[7]
- Op 11 maart 2008 was er in het programma GIEL Telekids-Radio met Moors.
- Op 28 maart 2024 maakten Carlo en Irene bekend eenmalig terug te keren met een Telekids-optreden. Zij waren onder de noemer 'Een pittige reünie' te gast tijdens de Foute Party van de radiozender Qmusic.
- Op 10 november 2015 werden Bassie en Adriaan onderscheiden met de RTL Telekids Oeuvre Award. RTL Telekids wil via deze oeuvre award het duo eren, omdat ze nu nog steeds kinderen én volwassenen weten te boeien met hun oude series.[8]

Hitbingo (1991 - 1992) · Telekids (1993 - 1999) · Life & Cooking (2000 - 2009) · Carlo & Irene Show (2003) · Jong Geleerd (2007) · Let's Dance (2009) · Carlo & Irene: Life4You (2009 - 2015) · De TV Kantine (2009 - 2021) · Zie Ze Vliegen (2011) · Typisch Carlo & Irene (2014)